# Mókár
A mókár a magyar néphitben a mumushoz hasonlóan gyerekeket ijesztgető lény. A mókárról volt valami elképzelésük, ördögszerű lénynek képzelték. Általánosan nem volt ismert, mert csak a 13. századtól használták, amikor az Alföldre betelepültek a kunok, valószínűleg a kun hiedelemvilág szellemlénye, de az Alföld néhány részén átvették. A gyerekeket például ilyen módoón ijesztgették: „Vigyázz, elvisz a Mókár!”